# 黒木真由美 パーフェクト・ベスト
『黒木真由美 パーフェクト・ベスト』（くろきまゆみ パーフェクト・ベスト）は、黒木真由美のベスト・アルバム。2010年7月7日発売。発売元はキングレコード。規格品番はKICS-1575。

## 解説
CD帯："スタ誕"出身のアイドル、黒木真由美の初のCDベスト・アルバム。
キングレコード所属歌手（元所属も含む）のベスト・アルバムシリーズ「The Perfect Best Series」の1作。オーディション系テレビ番組『スター誕生!』で合格し、1975年3月25日にシングル・レコード「好奇心」（BS-1888）で歌手デビュー後発売した全5枚のシングルA面/B面と唯一のスタジオ・アルバム『12のらくがき』（SKA-132：1975年11月）全曲を収録したベスト・アルバム。なお、1970年代の全ソロ歌唱楽曲が収められており、『12のらくがき』のレコードA面にあたる本作M-1からM-6はアルバム収録順とは異なっている（#収録曲参照のこと）。
同じく『スター誕生!』から歌手デビューした石江理世・目黒ひとみとの女性三人組・ギャル名義のシングル・レコード4枚の表題曲が追加で収録された。
歌詞ブックレットには歌詞のほか、鈴木啓之によるライナーノーツが2ページにわたり掲載されている。

## 収録曲
| #   | タイトル                                         | 作詞       | 作曲     | 編曲             | 時間    |
| --- | ------------------------------------------------ | ---------- | -------- | ---------------- | ------- |
| 1.  | 「好奇心」(1st Sg/A、1st Al/A-2)                 | 阿久悠     | 都倉俊一 | 都倉俊一         | 3分38秒 |
| 2.  | 「十五の素顔」(1st Sg/B、1st Al/A-4)             | 阿久悠     | 都倉俊一 | 都倉俊一         | 2分55秒 |
| 3.  | 「感情線」(2nd Sg/A、1st Al/A-3)                 | 阿久悠     | 都倉俊一 | 都倉俊一         | 2分42秒 |
| 4.  | 「可愛い反抗」(2nd Sg/B、1st Al/A-5)             | 阿久悠     | 都倉俊一 | 都倉俊一         | 2分35秒 |
| 5.  | 「神さまお願い」(3rd Sg/A、1st Al/A-1)           | 阿久悠     | 都倉俊一 | 馬飼野康二       | 2分53秒 |
| 6.  | 「恋はゆらゆら」(3rd Sg/B、1st Al/A-6)           | 阿久悠     | 都倉俊一 | 萩田光雄         | 3分0秒  |
| 7.  | 「ありがとう恋」(1st Al/B-1)                     | 岡田冨美子 | 和泉常寛 | 惣領泰則         | 3分40秒 |
| 8.  | 「恋人と呼ばれて」(1st Al/B-2)                   | 喜多條忠   | 山下達郎 | 山下達郎         | 4分10秒 |
| 9.  | 「高原列車」(1st Al/B-3)                         | 高田ひろお | 佐瀬寿一 | マイケル K．中村 | 3分6秒  |
| 10. | 「四つ葉のクローバー」(1st Al/B-4)               | 岡田冨美子 | 和泉常寛 | 惣領泰則         | 3分49秒 |
| 11. | 「はじめての待ちぼうけ」(1st Al/B-5)             | 岡田冨美子 | 和泉常寛 | 惣領泰則         | 2分52秒 |
| 12. | 「北極回り」(1st Al/B-6)                         | 喜多條忠   | 山下達郎 | 山下達郎         | 3分13秒 |
| 13. | 「銀のめがね」(4th Sg/A)                         | 小泉まさみ | 加瀬邦彦 | 船山基紀         | 3分10秒 |
| 14. | 「のっぽがお似合い」(4th Sg/B)                   | 小泉まさみ | 加瀬邦彦 | 川上了           | 2分54秒 |
| 15. | 「まわれ風車」(5th Sg/A)                         | 岩谷時子   | 加瀬邦彦 | 船山基紀         | 3分9秒  |
| 16. | 「まだ夏なのに」(5th Sg/B)                       | 小泉まさみ | 加瀬邦彦 | 船山基紀         | 3分35秒 |
| 17. | 「薔薇とピストル」(GAL 1st Sg/A)                 | 阿久悠     | 川口真   | 馬飼野康二       | 3分5秒  |
| 18. | 「マグネット・ジョーに気をつけろ」(GAL 2nd Sg/A) | 阿久悠     | 川口真   | 馬飼野康二       | 3分40秒 |
| 19. | 「誘惑されて」(GAL 3rd Sg/A)                     | 竜真知子   | 桑名正博 | 船山基紀         | 3分49秒 |
| 20. | 「黄金仮面」(GAL 4th Sg/A)                       | 杉野まもる | 櫻田誠一 | 長戸大幸         | 2分57秒 |

- 本CDでは「作詩」と表記